# 格哈德·武赫雷尔
格哈德·武赫雷尔（德語：Gerhard Wucherer，1948年2月11日—），德国男子田径运动员。他曾代表西德参加1968年和1972年夏季奥林匹克运动会田径比赛，其中1972年奥运会获得一枚铜牌。